# Vampire Dog
Vampire Dog è un film del 2012 diretto da Geoff Anderson.
Commedia canadese che segna il debutto alla regia di Anderson.

## Trama
Transilvania. Mentre una donna sta cucinando un budino, improvvisamente, appare un cane dal nulla e mangia il budino, scomparendo.
Contea di Lugosi. Il dodicenne Ace, orfano di padre e appassionato di batteria, e sua madre Susan, supplente di musica, si sono appena trasferiti nella loro nuova casa. Anche se l'insegnante di musica e preside della scuola, Barry Hickman, scoraggia gli studenti e dubita delle loro capacità, Susan li coinvolge in un talent show, che, in caso di vittoria, li aiuterà a salvare la scuola dalla chiusura. Deriso e umiliato, Ace fa amicizia solo con Skylar; scopre inoltre di aver ereditato il cane di suo padre, Fang. Durante la visione di un'intervista in tv, la dottoressa Warhol si convince che la leggenda del cane vampiro è vera e che il suo DNA permetterà di creare una crema in grado di fermare l'invecchiamento della pelle umana. Ordina, quindi, al suo assistente Frank di cercare il cane.
Fang è effettivamente un cane vampiro di 600 anni, dotato di ipnosi e velocità superluminale, che si è trasformato in esso dopo essere stato morso dal Conte Vlad per proteggere gli antenati di Ace, costretto a cibarsi di zoccoli di cavallo e budino. Secondo Skyler, genio in chimica, ciò è dovuto al collagene nella gelatina, che per Fang, è un sostituto dell'emoglobina. Dopo due falliti rapimenti, Fang viene trovato dal custode della scuola e portato in un canile. Ace e Skylar lo salvano, tuttavia, da un altro tentativo di rapimento di Warhol e Frank. Nel frattempo, al talent show, il preside interrompe l'esibizione della classe, sostenendo che il batterista sta usando un computer per imbrogliare, i quali, tuttavia, sono stati entrambi corrotti da Warhol, intenzionata a radere al suolo la scuola per costruire una compagnia chimica. Ace ritorna a scuola e suona la batteria superando le sue paure e facendo vincere la scuola. Skylar, inoltre, scopre che Fang ha solo bisogno di prendere qualche medicina contro l'allergia solare, mentre Warhol e Frank vengono entrambi arrestati dalla polizia.

## Produzione

### Riprese
Le riprese del film si sono svolte a Crescent Park, Moose Jaw, Saskatchewan, Canada.
È stato uno degli ultimi film a sfruttare il Saskatchewan Film Employment Tax Credit; la casa di produzione ha annunciato che si sarebbe trasferita ad Alberta a causa della fine del credito.

## Distribuzione
Il film è stato distribuito in DVD nel 2012.

## Accoglienza

### Critica
Common Sense Media scrisse che il film conteneva "messaggi anti-bullismo appesantiti da una trama prevedibile", definendolo ulteriormente un "logico compromesso" e dandogli 2/5. Nel suo consiglio ai genitori, ha citato "una stupida azione di slapstick senza nulla di spaventoso e senza serie conseguenze", e ha valutato il film come adatto ai bambini di sette anni.
Sarah Jehnzen della Couch Critics giudicò il film per tutte le famiglie, ma diede anch'ella al film 2/5 stelle, affermando che il film mancava di "risate" fino alle scene di blooper, e che le due linee "non si adattavano bene"